# Cástaras
Cástaras és un municipi andalús situat en la part centre-sud de l'Alpujarra (província de Granada). Limita amb els municipis de Busquístar, Juviles, Lobras, Albondón, Torvizcón i Almegíjar. El municipi comprèn els nuclis de població de Cástaras i Nieles. És sobre els contraforts meridionals de la Sierra Nevada estenent-se per un conjunt de barrancs, i rambles de forts pendents que miren cap al riu Guadalfeo.
| 1930  | 1940  | 1950  | 1960  | 1970 | 1981 | 1991 | 2001 | 2005 | 2006 |
| ----- | ----- | ----- | ----- | ---- | ---- | ---- | ---- | ---- | ---- |
| 1.704 | 1.699 | 1.650 | 1.567 | 948  | 455  | 340  | 277  | 251  | 259  |